# Microzetes lunaris
Microzetes lunaris är en kvalsterart som först beskrevs av Aoki 1984.  Microzetes lunaris ingår i släktet Microzetes och familjen Microzetidae. Inga underarter finns listade i Catalogue of Life.